# 프랑키 베르코테랑
프랑수아 베르코테랑(프랑스어: François Vercauteren, 1956년 10월 28일, 브뤼셀 몰뢴베크-생-장 ~)은 "어린 왕자"라는 별칭으로도 알려진 벨기에의 전직 축구 선수로, 현역 시절 측면 미드필더로 활약했다. 그는 현재 벨기에 왕립 축구 협회의 단장이다.

## 클럽 경력
베르코테랑은 라싱 메헬렌과의 1975년 경기에서 힐버르트 판 빈스트와 교체되어 들어가 안데를레흐트 1군 신고식을 치렀다. 그러나, 1975년 10월과 1976년 1월에 두 차례 수술로 성장이 더뎌졌다. 베르코테랑은 안데를레흐트 시절에 5번의 유럽대항전 우승(유러피언 컵위너스컵 2회, UEFA컵 1회, 유러피언 슈퍼컵 2회)을 거두었다. 그는 벨기에 컵 2회, 벨기에 리그 4회, 그리고 벨기에 슈퍼컵도 2회 우승을 거두었다. 1987년, 그는 프랑스의 낭트로 이적했다가 3년 뒤 몰뢴베크로 복귀해 1993년까지 활약했다. 낭트 시절, 베르코테랑은 디비시옹 1에서 2번 도움왕에 등극했다.

## 국가대표팀 경력
베르코테랑은 벨기에 국가대표팀 경기에 63번 출전했다. 그는 4위에 입상한 1986년 월드컵의 주역이었고, 1982년 월드컵과 유로 1984에도 참가했다. 비록 그는 1977년 11월 16일에 0-3으로 패한 북아일랜드전에서 첫 국가대표팀 경기를 치렀지만, 서독과 결승전에서 맞붙은 유로 1980에 참가하지 못했다.

## 감독 경력
은퇴 후, 베르코테랑은 브라방-왈롱 주 연고의 브렌의 유소년부 감독이 되었다. 1년 후, 그는 메헬렌과 계약하며 유소년부를 지도하다가 1997-98 시즌부터 1군 감독이 되었다. 시즌 종료 후, 그는 친정 구단 안데를레흐트의 수석 코치가 되었다. 그는 전 동료인 장 도크스를 1998-99 시즌에 보좌했고, 그가 성적 부진으로 물러나자(안데를레흐트는 시즌 초에 리그 최하위인 18위까지 뒤쳐졌었다) 이후에 아리 한 감독을 보좌했다. 두 감독의 임기에 스클레생에서 숙적 스탕다르 리에주를 6-0으로 대파하기도 했고, 헹크를 5-2로 이기며 유럽대항전 무대로 진출했다.
이후 안데를레흐트는 에메 앙튀앙니 감독을 선임했고, 베르코테랑은 또다시 다른 감독을 보좌했다. 앙튀앙니의 후임인 위고 브로스가 2005년 2월에 해임된 후, 베르코테랑이 후임 감독으로 취임해 벨기에 1부 리그를 2회 우승했다. 2007년 11월 12일, 성적 부진과 형편 없는 활약으로, 베르코테랑은 안데를레흐트와 결별했고, 수석 코치였던 아리엘 야콥스가 시즌 말까지 사령탑을 맡았다.
2009년 4월 9일부터 2009년 9월 10일까지, 베르코테랑은 벨기에 국가대표팀의 감독을 대행했고, 2009년 9월 9일에 벨기에가 아르메니아에게 패하면서 사퇴했다. 그의 후임으로 네덜란드인 딕 아드보카트가 취임했다. 2009년 12월 3일, 베르코테랑은 헹크의 감독으로 취임했다. 2011년 5월 17일, 그는 스탕다르 리에주와 안방에서 1-1로 비기며 2010-11 시즌 리그 우승을 자축했다. 그는 스탕다르와의 같은 해 벨기에 슈퍼컵을 우승했고, 예선 플레이오프전을 거쳐 2011-12 시즌 챔피언스리그 본선행에 성공했다.
2011년 8월 8일, 베르코테랑은 아랍에미리트의 알 자지라와 계약을 맺었다. 2012년 3월 11일, 알 자지라는 베르코테랑과 결별했음을 발표했다. 그는 베르코테랑이 논란의 해임 사유로 선수와의 불하를 짚었다. 같은 날, 그의 후임으로 카이우 주니오르 감독이 취임했다.
베르코테랑은 2012년 11월에 스포르팅 리스본의 감독이 되었지만, 2달 만에 단 2승에 그치면서 해임되었다.
베르코테랑은 2014년 여름에 러시아 프리미어리그에서 강등당한 크릴리아 소베토프의 감독이 되었다. 크릴리아는 소련 해체 후 22번의 시즌을 1부 리그에서만 보냈었다. 크릴리아 소베토프는 베르코테랑 감독의 지휘 하에 러시아 축구 전국 리그를 우승하고 러시아 프리미어리그로 복귀했다.
2018년, 베르코테랑은 세르클러 브뤼허의 벨기에 1부 리그 A 승격을 이룩했다. 그는 이후 사우디아라비아의 알-바틴과 계약했다.
2019년 10월 3일, 베르코테랑은 안데를레흐트에 복귀했다. 2020년 8월 17일, 베르코테랑은 뱅상 콩파니가 현역에서 은퇴하고 지도자의 길을 걷기로 결정하면서 구단을 떠났다.
벨기에 왕립 축구 협회는 2023년 2월 8일에 베르코테랑이 단장으로 취임했다고 발표했다.

## 감독 통계
2019년 12월 27일 기준
| 구단         | 취임            | 해임            | 기록 | 기록 | 기록 | 기록 | 기록  |
| 구단         | 취임            | 해임            | 전   | 승   | 무   | 패   | 율 %  |
| ------------ | --------------- | --------------- | ---- | ---- | ---- | ---- | ----- |
| 안데를레흐트 | 2019년 10월 3일 | 2020년 8월 17일 | 13   | 5    | 6    | 2    | 038.5 |

## 수상

### 선수
안데를레흐트
- 벨기에 1부 리그: 1980–81, 1984–85, 1985–86, 1986–87
- 벨기에컵: 1975–76
- 벨기에 슈퍼컵: 1985, 1987
- 유러피언 컵위너스컵
  - 우승: 1975–76, 1977–78
  - 준우승: 1976–77[11]
- 유러피언 슈퍼컵: 1976, 1978
- UEFA컵
  - 우승: 1982–83
  - 준우승: 1983–84[11]
- 암스테르담 투르노아: 1976[12]
- 투르누아 드 파리: 1977[13]
- 트로페 쥘 파파에르: 1977, 1983, 1985[14]
- 벨기에 전국 스포츠 공로상: 1978[15]
- 마탠 브뤼주아즈: 1985[16]

벨기에
- 월드컵 4위: 1986[17]

### 감독
안데를레흐트
- 벨기에 1부 리그: 2005–06, 2006–07
- 벨기에 슈퍼컵: 2006, 2007

헹크
- 벨기에 1부 리그: 2010–11
- 벨기에 슈퍼컵: 2011

크릴리아 소베토프
- 러시아 축구 전국 리그: 2014–15

세르클러 브뤼허
- 벨기에 1부 리그 A 승격: 2017–18

### 개인
- 벨기에 골든 슈: 1983[20]
- 발롱도르 후보 지명: 1983[21]
- 벨기에 프로 축구 올해의 감독: 2010–11[19]
- 딜베이크 명예 시민: 2011[22]